# John Sublime
Sublime, mais conhecido como John Sublime, é um supervilão fictício da Marvel Comics e um inimigo dos X-Men no Universo Marvel . Primeiramente era um geneticista, porém revelou ser uma bactéria de existência milenar .

## História
Sublime é o nome de uma forma de vida infecciosa que surgiu durante os primórdios da vida na Terra. Com o surgimento de formas de vida multicelulares - os mutantes -, Sublime encontrou um número interminável de hospedeiros que poderia infectar. No entanto, alguns mutantes infectados começaram a se reproduzir e eventualmente multiplicaram a bactéria.
Foi sugerido que o ódio e o medo que a população sentia pelos mutantes foi causado por Sublime . Mas as bactérias tomaram ações mais diretas, a fim de garantir que a população mutante seria exterminada.

## Arma Extra
O primeiro passo foi criar o Arma Extra, onde Sublime assumiu um corpo humano, apelidado de Dr. John Sublime, e se tornou o diretor do Programa, supervisionando a criação de armas vivas criadas por cada instalação do programa . Supersentinelas, como Fantomex, os assassinos sobre-humanos Wolverine e Deadpool, as Mil-Em-Uma telepatas (Irmãs Stepford) foram criados nestas ocasiões, aparentemente o mais mortífero produtor vivente de armas . Por muitos anos, Sublime permaneceu nos "bastidores".

## U-Men
Como milhões de mutantes nasceram em todo o mundo, Sublime, ainda sob a identidade de John Sublime, tomou outras medidas para garantir o extermínio dos mutantes. Um desses passos foi a criação do U-Men, um culto de seres humanos que buscava unir partes de corpos de mutantes para seus próprios corpos, afim de desenvolver as habilidades sobre-humanas. A lei deste movimento se recusava a ter qualquer tipo de contato com o mundo, que eles consideravam impuro e sujo . Os membros do U-Men selaram-se em trajes de contenção.
Durante uma viagem para o escritório da Corporação X em Hong Kong , o X-Men descobriram uma fazenda de prisioneiros mutantes, obra de John Sublime . Eles estavam tendo partes do corpo colhidas que poderiam condecer super poderes aos U-Men. Sublime, que estava em turnê em outro país devido o lançamento de seu livro, portanto, tornou-se ciente da ameaça dos X-Men para seus planos. Sublime também tentou comprar Xorn em uma prisão como na República Popular da China.
Embora Xorn ter sido resgatado pelos X-Men, ele fora um experimento de laboratório . Xorn, que foi revelado ser um falso Magneto, tornou-se viciado na droga Porrada (que era um corpo bacteriano criado por Sublime para infectar e controlar mutantes ). Quentin Quire é influenciado por Xorneto à usar Porrada, colocando o jovem sob a influência da bactéria, o que causou as revoltas no Dia de Abertura pela Gangue Ômega, e consequentemente a morte de Sophie Stepford.
Enquanto isso, Sublime e os U-Men espalham a sua influência em Nova York, onde eles sequestraram o telepata Martha Johansson, que foi usada como uma arma contra os X-Men. Scott Summers e Emma Frost foram sequestrados e torturados . Eles foram enviados ao laboratório para serem dissecados, mas conseguiram escapar . Emma, com raiva, enfrenta Sublime em seu escritório. Misteriosamente, a Rainha Branca conseguiu segurar Sublime no parapeito da janela sem estar em sua forma de diamante . Emma não tinha a intenção de matá-lo, porém Martha obrigou John à se soltar dos braços de Frost e consequentemente caiu do prédio . O organismo Sublime sobreviveu e voltou à Arma Extra, onde à supervisionou das sombras.
Sublime teve uma reviravolta em seus planos com a destruição de uma de suas armas . Além disso, Ultimaton foi morto por Wolverine . Sob o efeito da Porrada, Xorn se revelou Magneto e uniu forças com seus alunos, agora uma nova encarnação da Irmandade de Mutantes, formado por Ernst, Basilisco, Angel Salvadore, Bico, Esme Stepford, Groxo e Martha Johansson . Eles foram derrotados e se aliaram aos X-Men, exceto Xorneto que, influenciado por Sublime, assassinou Jean Grey enquanto a mesma usava o poder da Fênix. Literalmente, a ameaça de Jean acabaria com os planos de Sublime . Após isso Xorn foi decapitado por Wolverine.
Mais tarde, Câmara, uma X-Men que tinham se infiltrado na Organização X, foi responsável a assassinar Sublime . Câmara incinerou a bactéria, que sobreviveu mesmo assim . Ao mesmo tempo, Sublime também foi responsável pelo envio de Dentes de Sabre contra o Senhor Sinistro, a fim de obter as últimas criações de Sinistro.
Com a perda da maioria dos mutantes do mundo após o Dia-M, a ameaça dos mutantes sob os planos da bactéria foram extremamente diminuídas . No entanto, ele continua combatendo os seres que são imunes à sua infecção. Sublime aparece em um monitor de computador onde ele cumprimenta as Gêmeas Stepford na Arma Extra. Ele confirma que as meninas são parte da arma XIV, as "Mil-Em-Uma",uma ameaça telepática de mil filhas de Emma Frost, criadas a partir dos óvulos retirados de Emma por Sublime no período em que ela permaneceu em coma. Facilita a transferência da Força Fênix em todos os mil clones e usa robôs para parar o X-Men, apesar de ser derrotado logo em seguida.

## Poderes
Sublime pode possuir o corpo da maioria da população animal, vegetal ou humana, exceto mutantes que possuam habilidades para contrapor suas infecções. Ele também controlar mentes.

## Hospedeiros
- John Sublime : Hospedeiro principal, que a bactéria usa como uma casca . Este corpo já apareceu várias vezes mesmo depois de ter sido morto .
- Kid Ômega: Sublime entrou em posse de Quentin Quire depois que ele começou a consumir a droga Porrada e o influenciou à causar os tumultos no Dia de Abertura .
- Tattoo: Influenciado após consumir porrada .
- Glob Herman: Influenciado após consumir porrada .
- Radian: Influenciado após consumir porrada .
- Redneck: Influenciado após consumir porrada .
- Xorn : A rebelião causada por Xorn em Manhattan, a morte de Esme Stepford e Jean Grey foram aparentemente causadas pela influência de Sublime .
- Fantomex: Em uma outra realidade .
- Empata : usou a Porrada afim de reforçar seus poderes para tornar-se servo da bactéria . Empata não exibe a mesma agressividade como os outros hospedeiros de Sublime .